# Tomáš Karel
Tomáš Karel (* 8. března 1989, Pelhřimov) je český kickboxer, vysokoškolský pedagog, majitel bezpečnostní agentury, osobní strážce a kaskadér.
S bojovými sporty začal ve svých pěti letech. Postupně se přes Wu-Shu (shaolin kung-fu) dostal ke kickboxu (point-fighting, light contact, full-contact) v němž jako aktivní sportovec působil do roku 2018. Od roku 2006 byl členem státní reprezentace v kickboxu. V průběhu své sportovní kariéry se stal několikanásobným mistrem světa v disciplínách kickboxu, karate a kung-fu. Po absolvování všeobecného gymnázia v Pelhřimově pokračoval ve studiu na oboru Statistické metody v ekonomii na Vysoké škole ekonomické v Praze, kde následně navázal studiem doktorského programu v oboru statistika se zaměřením na bayesovské ekonometrické modelování, konkrétně na predikci vývoje makroekonomických agregátů pomocí bayesovských vícerozměrných autoregresních modelů. Na katedře statistiky a pravděpodobnosti Vysoké školy ekonomické vyučuje kurz bayesovské statistiky. V roce 2020 založil na Fakultě informatiky a statistiky VŠE v Praze konzultační a výzkumnou agenturu MODE research, která se zaměřuje na statistické analýzy, zpracování a interpretaci dat . Od roku 2015 přednáší statistiku na stavební fakultě ČVUT v Praze. V roce 2011 spoluzaložil bezpečnostní agenturu 2SAFE4U s.r.o zabývající se zajištěním fyzické ostrahy. Jako bodyguard zajišťoval osobní ochranu mnoha známým osobnostem včetně Maye Musk, matce vizionáře Elona Muska. V roce 2008 obdržel cenu města Pelhřimova. Od roku 2016 je kaskadérem ve společnosti FILMKA. Jako kaskadér se podílel na natáčení mnoha českých i zahraničních filmů a seriálů jako např. Na západní frontě klid (Netflix), Extraction 2, The Wheel of Time, The Grey Man, Medieval (Jan Žižka), The Courier, Allmen 3, Whiskey Cavalier, Knightfall 2, Carnival Row, Lore 2, World on Fire, Patriot, Reformation, Lassie Come Home, Atlantic Crossing, Money Murder Zürich, Jan Palach, Špindl, Veterán, Mstitel a dalších.

## Závodní úspěchy
- 2008: mistr světa v kickboxu (ISKA) – point fighting team
- 2010: vicemistr světa v kickboxu (WTKA + IAKSA) – point fighting
- 2011: mistr světa v kung-fu (WTKA + IAKSA) – point combat
- 2012: mistr světa v kickboxu (WTKA + IAKSA) – point fighting
- 2012: mistr světa v kickboxu – (IBF) semicontact team
- 2013: mistr světa v kung-fu – point combat black belts, masters
- 2014: mistr světa v karate – point karate
- 2014: mistr světa v kung-fu – point combat black belts
- 2014: mistr Evropy v kickboxu – (WKA) point fighting
- 2015: mistr ČR v kickboxu – full contact
- 2016: mistr světa v karate – point karate
- 2017: mistr světa v kickboxu (Unified World Championship) – point fighting
- 2017: mistr světa v kickboxu (Unified World Championship) – point fighting team[25]